# 立法議会 (フォークランド諸島)
立法議会（りっぽうぎかい、英語: Legislative Assembly）は、フォークランド諸島の立法府である。

## 概要
一院制、任期4年。定数11名。